# Chiclana de la Frontera
Chiclana de la Frontera és una ciutat a la província de Cadis, Andalusia, Espanya, a l'oest d'aquesta. A data de 2012, tenia 81.473 habitants. La seva superfície és de 207 km². Limita, al nord, amb San Fernando, a l'oest, amb l'oceà Atlàntic, al sud, amb el terme de Conil de la Frontera, i, a l'est, amb el municipi de Medina-Sidonia. Chiclana, com és popularment anomenada, té una altura de 21 metres sobre el nivell del mar i una distància de 22 quilòmetres a la capital de província, Cadis.

## Persones il·lustres
- Carmen Abela y Espinosa de los Monteros (1875-1962), mestra cèlebre per desenvolupar mètodes pedagògics per a l'educació de nens discapacitats.